# 路易斯維爾 (密蘇里州沙里頓縣)
路易斯維爾（英語：Louisville）是位於美國密蘇里州沙里頓縣的非建制地區。

## 地理
路易斯維爾所處的海拔為高於海平面242米（即794英呎），而該地所採用的時區為UTC-6，即北美中部時區（CST）。同時該地設有夏令時間，為UTC-6調快一小時，即UTC-5（CDT）。